# جيمي سيفيز
جيمي سيفيز (بالإنجليزية: Jamie Sives)‏ هو ممثل بريطاني، ولد في 1973 في المملكة المتحدة.

## أعمال

### أفلام
- (2009) الفرز
- (2010) صراع الجبابرة[4][5]
- (2011) يوم واحد
- (2013) اندفاع[6]
- (2015) في قلب البحر[7][8]

## وصلات خارجية
- جيمي سيفيز على موقع IMDb (الإنجليزية)
- جيمي سيفيز على موقع روتن توميتوز (الإنجليزية)
- جيمي سيفيز على موقع قاعدة بيانات الأفلام العربية
- جيمي سيفيز على موقع ألو سيني (الفرنسية)
- جيمي سيفيز على موقع تيرنر كلاسيك موفيز (الإنجليزية)
- جيمي سيفيز على موقع أول موفي (الإنجليزية)
- جيمي سيفيز على موقع قاعدة بيانات الأفلام السويدية (السويدية)
- جيمي سيفيز على موقع قاعدة بيانات الفيلم (الإنجليزية)
- جيمي سيفيز على موقع كينوبويسك (الروسية)